# Bonnetan
Bonnetan is een gemeente in het Franse departement Gironde (regio Nouvelle-Aquitaine). De plaats maakt deel uit van het arrondissement Bordeaux. Bonnetan telde op 1 januari 2022 1.048 inwoners.

## Geografie
De oppervlakte van Bonnetan bedroeg op 1 januari 2022 4,29 vierkante kilometer; de bevolkingsdichtheid was toen 244,3 inwoners per km².

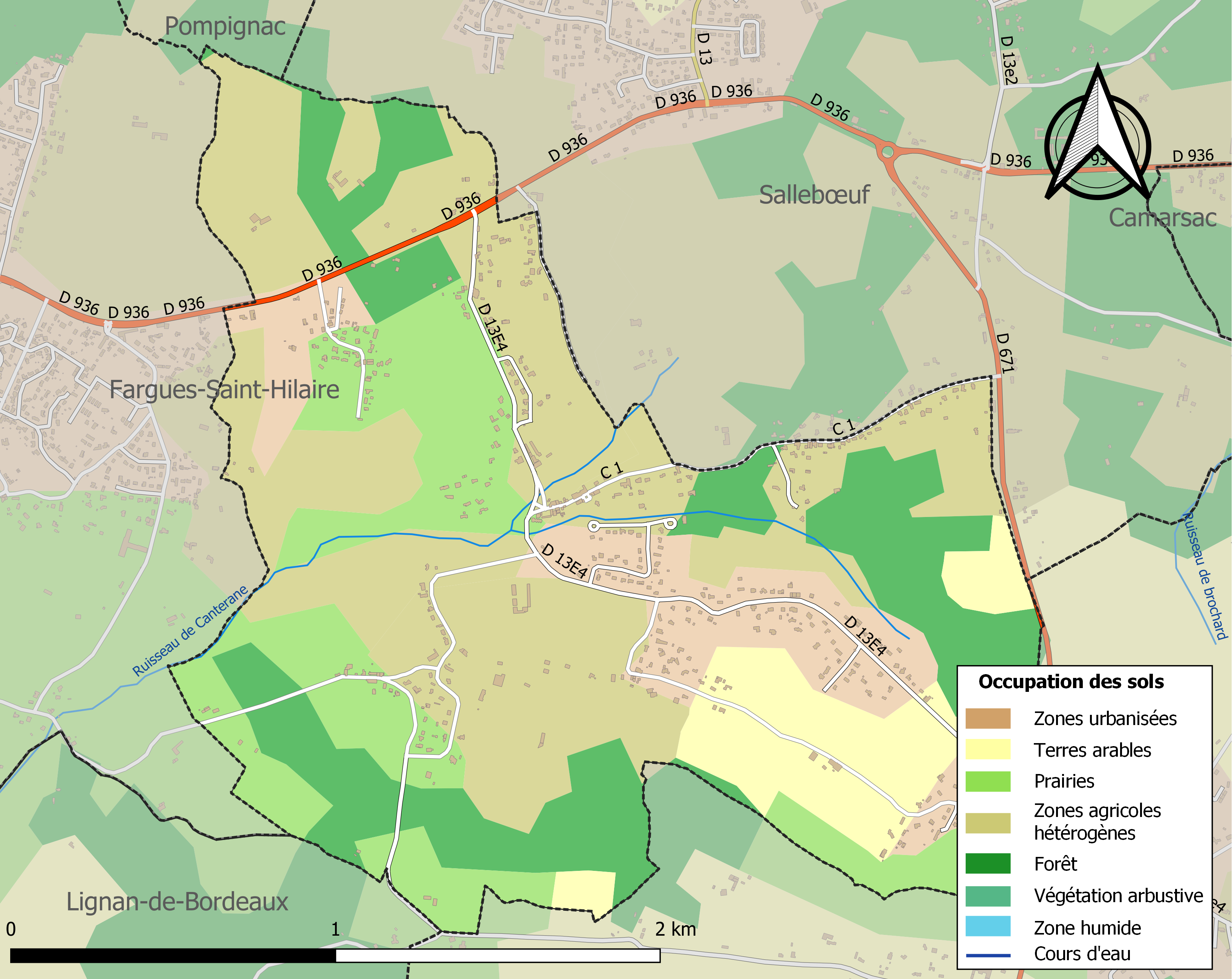
Kaart van de gemeente met belangrijkste infrastructuur, bodemgebruik en omliggende gemeenten

## Demografie
Onderstaande figuur toont het verloop van het inwonertal (bron: INSEE-tellingen).